# Atrabilis
Atrabilis (de atra negro y de bilis, bilis) era decir la bilis negra o melancolía de los antiguos. 
Según estos era un humor particular de un color negro formado de una parte cenagosa de la sangre o de la bilis segregada por el páncreas. Hipócrates, Galeno y Aecio en la producción de la hipocondría, de la melancolía y de la manía dieron mucha importancia a la atrabilis cuya existencia en el día de hoy es generalmente considerada como hipotética. Sin embargo se continua dando el nombre de atrabiliarios a quienes están afectados por estas enfermedades. 